# The Tribal Law
Pour plus de détails, voir Fiche technique et Distribution.
The Tribal Law est un film muet américain réalisé par Wallace Reid et Otis Turner, sorti en 1912.

## Fiche technique
- Titre : The Tribal Law
- Réalisation : Wallace Reid, Otis Turner
- Scénario : Wallace Reid
- Photographie :
- Montage :
- Producteur :
- Société de production : Bison Motion Pictures
- Société de distribution : Universal Film Manufacturing Company
- Pays de production :  États-Unis
- Langue : film muet avec les intertitres en anglais
- Format : Noir et blanc — 35 mm — 1,33:1 — Muet
- Genre : Film dramatique, Western
- Durée :
- Date de sortie : 
  - États-Unis : 16 novembre 1912

## Distribution
- Wallace Reid : un apache
- Margarita Fischer
- Charles Inslee